# Stadio bicentenario municipale di La Florida
Lo Stadio bicentenario municipale di La Florida (in spagnolo Estadio Bicentenario Municipal de La Florida) è uno stadio calcistico di Santiago, in Cile, della capienza di 12 000 spettatori. È stato costruito nel 1986.
È utilizzato prevalentemente dalla squadra locale, l'Audax Italiano.